# Edward Lawrie Tatum
Edward Lawrie Tatum (Boulder, 14 dicembre 1909 – New York, 5 novembre 1975) è stato un genetista statunitense, premio Nobel per la medicina nel 1958, insieme a  George Wells Beadle, per aver dimostrato come i geni controllano i vari passaggi del metabolismo; il terzo vincitore fu Joshua Lederberg.